# Henri Hinrichsen

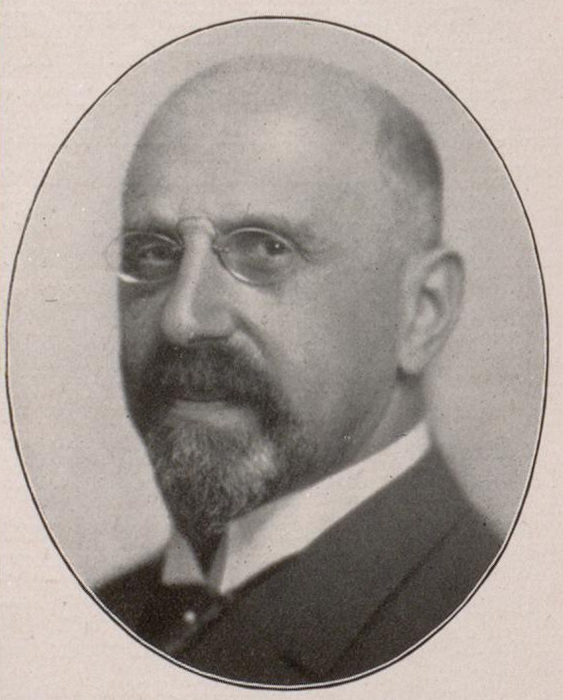
Henri Hinrichsen (um 1928)

Henri Hinrichsen (* 5. Februar 1868 in Hamburg; † 17. September 1942 im KZ Auschwitz) war ein deutscher Musikverleger und Stifter in Leipzig.

## Leben

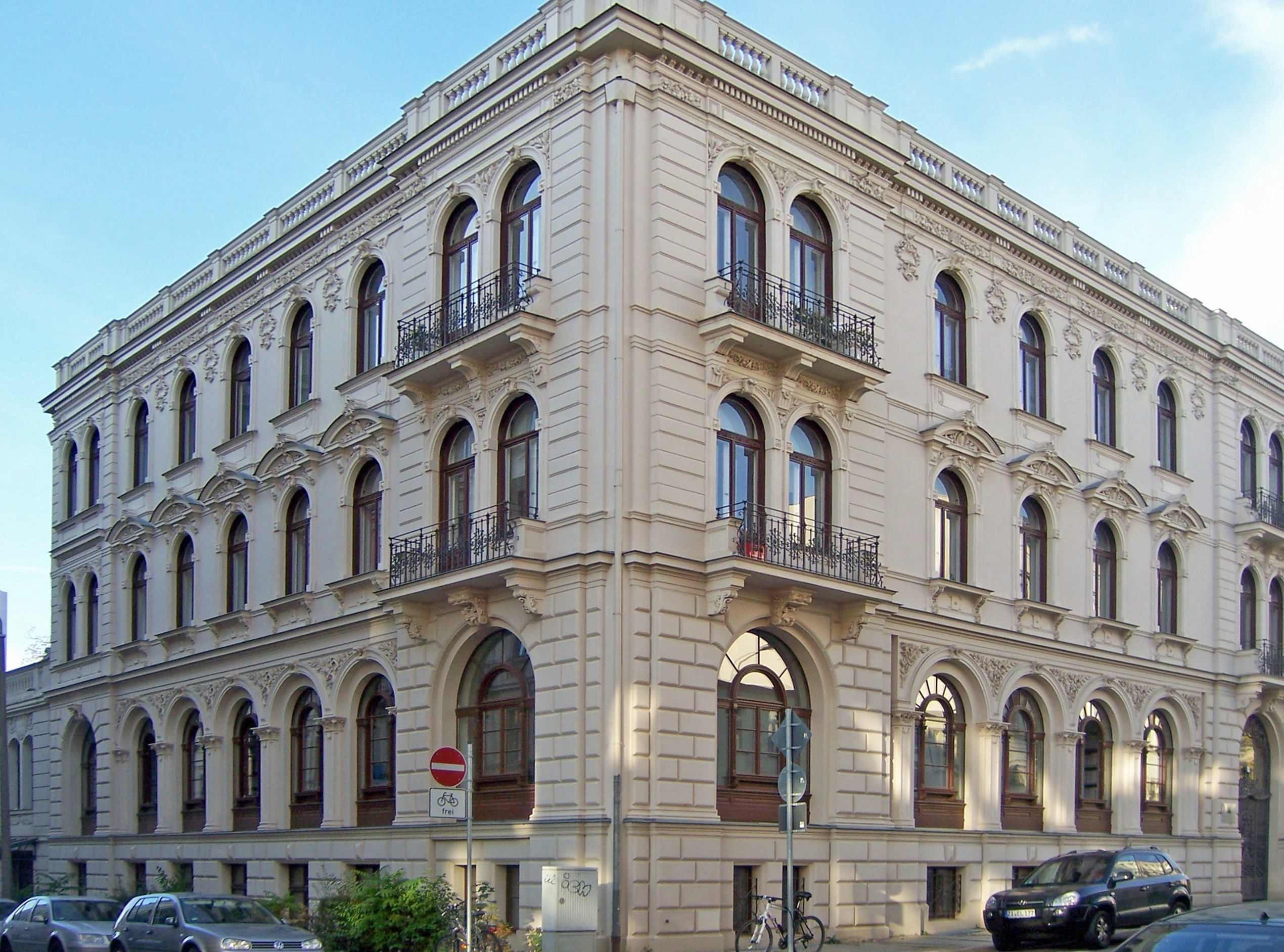
Wohn- und Geschäftshaus von Henri Hinrichsen und dem Musikverlag C. F. Peters

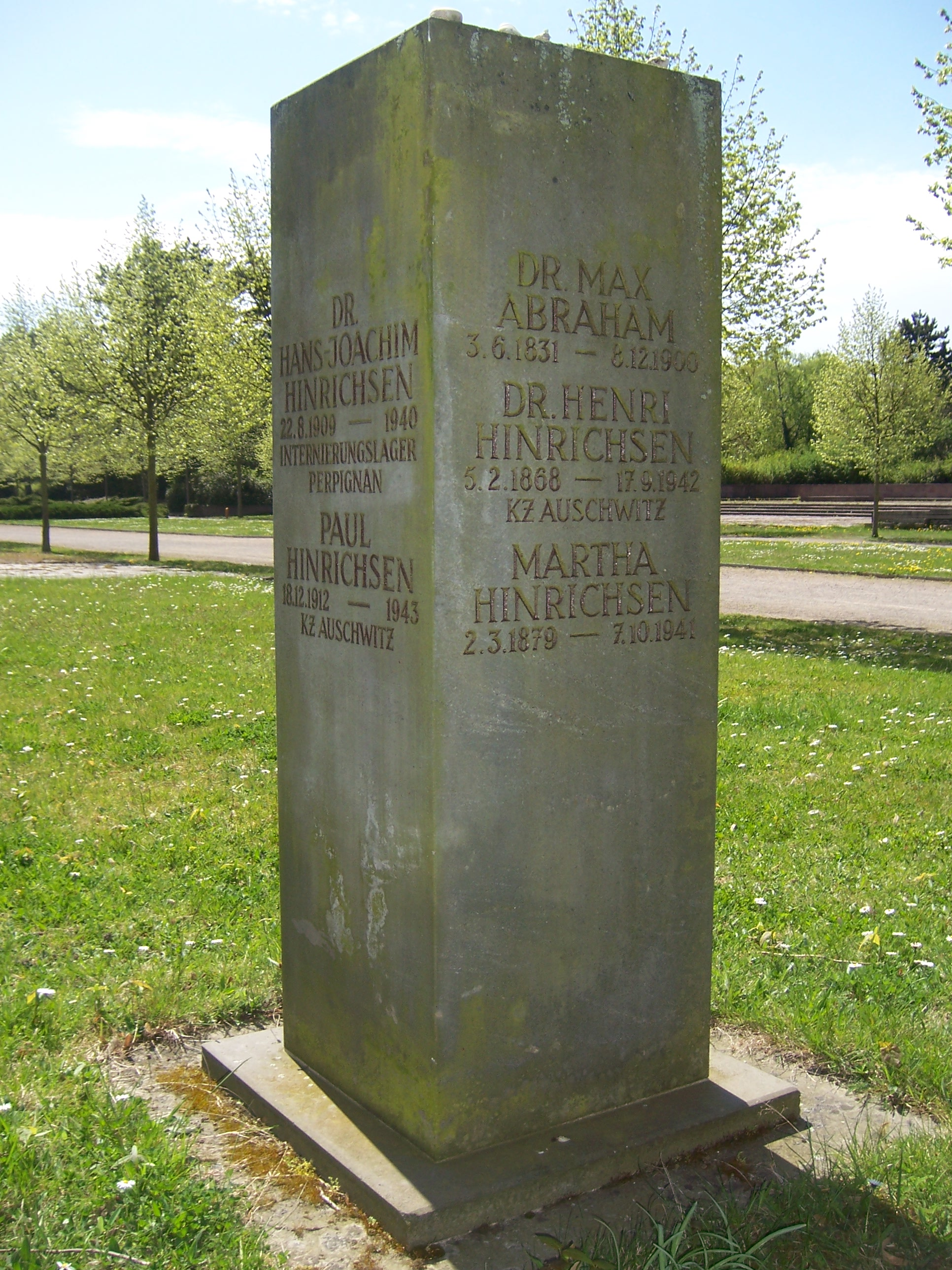
Restitutionsstein für Dr. Henri Hinrichsen und Angehörige auf dem Südfriedhof in Leipzig

Hinrichsen lernte in Leipzig, Basel, Brüssel und London Musikalienhändler und Verleger. Ab 1898 war er mit Martha geb. Bendix (1879–1941) verheiratet. Sie bekamen zwei Töchter und fünf Söhne.
Seit dem 15. Mai 1891 war Henri Hinrichsen in Leipzig im Musikverlag C. F. Peters, der seinem Onkel Max Abraham gehörte, angestellt. Am 1. Januar 1894 wurde er Teilhaber des Verlages; nach dem Freitod seines Onkels im Jahre 1900 führte er den Verlag alleine weiter.
Hinrichsen setzte sich für zeitgenössische Komponisten wie Johannes Brahms, Edvard Grieg, Gustav Mahler und besonders Max Reger ein. Grieg war mit Hinrichsen eng befreundet und hatte sogar ein eigenes Zimmer im Wohnhaus der Familie.
Henri Hinrichsen war Geheimer Kommerzienrat, Handelsrichter und Leipziger Stadtverordneter. 1929 wurde er Ehrendoktor der Universität Leipzig.
1911 stiftete Hinrichsen, der in enger Verbindung zur Pädagogin Henriette Goldschmidt (1825–1920) stand, die Hochschule für Frauen zu Leipzig, die erste Einrichtung dieser Art in Deutschland, die 1921 nach dem Tod der Schulgründerin als „Sozialpädagisches Frauenseminar“ in die Trägerschaft der Stadt Leipzig überging, jedoch weiter von Henri Hinrichsen großzügig unterstützt wurde. 1926 stiftete er 200.000 Reichsmark, mit denen die Universität Leipzig die „Musikinstrumenten-Sammlung Wilhelm Heyer“ aus Köln ankaufen konnte; diese Sammlung begründete das heutige Museum für Musikinstrumente der Universität Leipzig.
Henri Hinrichsen war ein national gesinnter Deutscher; er wurde vom deutschen Kaiser ausgezeichnet und fühlte sich daher trotz der politischen Zustände zunächst noch sicher in Deutschland. 1938 jedoch wurde er durch die sogenannte „Arisierung“ des Musikverlages enteignet. 1940 reiste Hinrichsen nach Brüssel aus und wartete auf ein Visum für England bzw. die USA. Sein Sohn Max Hinrichsen (1901–1965) hatte es abgelehnt, in Deutschland zu bleiben, um die Edition Peters zu leiten; er emigrierte Mitte der 1930er Jahre und gründete in London die Peters Edition. Sein anderer Sohn Walter Hinrichsen (1907–1969) hatte Deutschland bereits 1936 verlassen und gründete in New York die C.F. Peters Corporation.
Das erhoffte Visum zur Ausreise hat Henri Hinrichsen nicht erhalten. Seine Frau Martha verstarb 1941 in Belgien, da sie als Jüdin das zur Behandlung ihrer Zuckerkrankheit benötigte Insulin nicht erhielt. Henri Hinrichsen wurde in Brüssel verhaftet, ins Konzentrationslager Auschwitz deportiert und dort am 17. September 1942 im Alter von 74 Jahren ermordet.
1945 kehrte sein Sohn Walter Hinrichsen als amerikanischer Offizier nach Leipzig zurück. Er erhielt den Verlag seines Vaters zurück und sorgte für die Umbenennung des „Sozialpädagogischen Frauenseminars“ in Henriette-Goldschmidt-Schule Leipzig. Die Königstraße, an der sich die Schule befindet, erhielt 1947 den Namen „Goldschmidtstraße“. Drei Gemälde aus der Kunstsammlung Hinrichsen wurden von Hinrichsens Sohn Walter dem Museum der bildenden Künste in Leipzig überlassen, mehrere Bücher aus der Privatbibliothek Hinrichsens wurden 1993 von der Staats- und Universitätsbibliothek Bremen an eine Enkelin restituiert.
Neben Max und Walter Hinrichsen gelang es auch ihrem jüngsten Bruder Robert (1918–1981) nach England auszureisen. Er änderte seinen Namen in Robert Harris und arbeitete als Buchhalter in Birmingham. Paul Hinrichsen (1912–1943) wurde im KZ Auschwitz ermordet, Hans Joachim Hinrichsen († 29. September 1940) kam im Internierungslager Saint-Cyprien in Frankreich um. Henri Hinrichsens Töchter Charlotte (1898–1980) und Ilse (1904–1987) überlebten den Holocaust. Ilses Ehemann, der Chirurg Ludwig Frankenthal (1881–1944) und ihre gemeinsamen Söhne Günther (1929–1945) und Wolfgang Frankenthal (1931–1944) wurden in Auschwitz ermordet. Max Hinrichsens Tochter war Irene Lawford-Hinrichsen (* 1935 in Leipzig; † 2. Mai 2017 in London), die sich mit der Geschichte des Verlags und ihrer Familie beschäftigt.
Der Verlag in Leipzig wurde bis 1950 durch die SED enteignet, blieb bis zur Deutschen Wiedervereinigung Volkseigentum. Walter Hinrichsen und Johannes Petschul, der den Verlag seit 1939 in Leipzig führte, verlegten den eigenen Firmensitz nach Frankfurt am Main. Ohne die im Verlagswesen längst fortschreitende Konzernbildung agieren alle Verlagshäuser mit dem Namen C. F. Peters seit 2010 unter dem Dach der Edition Peters Group, deren Eigentümer die Hinrichsen Foundation sowie (ab 2016) Christian Hinrichsen sind. 2014 wurden die beiden Standorte in Deutschland neben denen in London und New York wieder in Leipzig zusammengeführt.

## Ehrungen

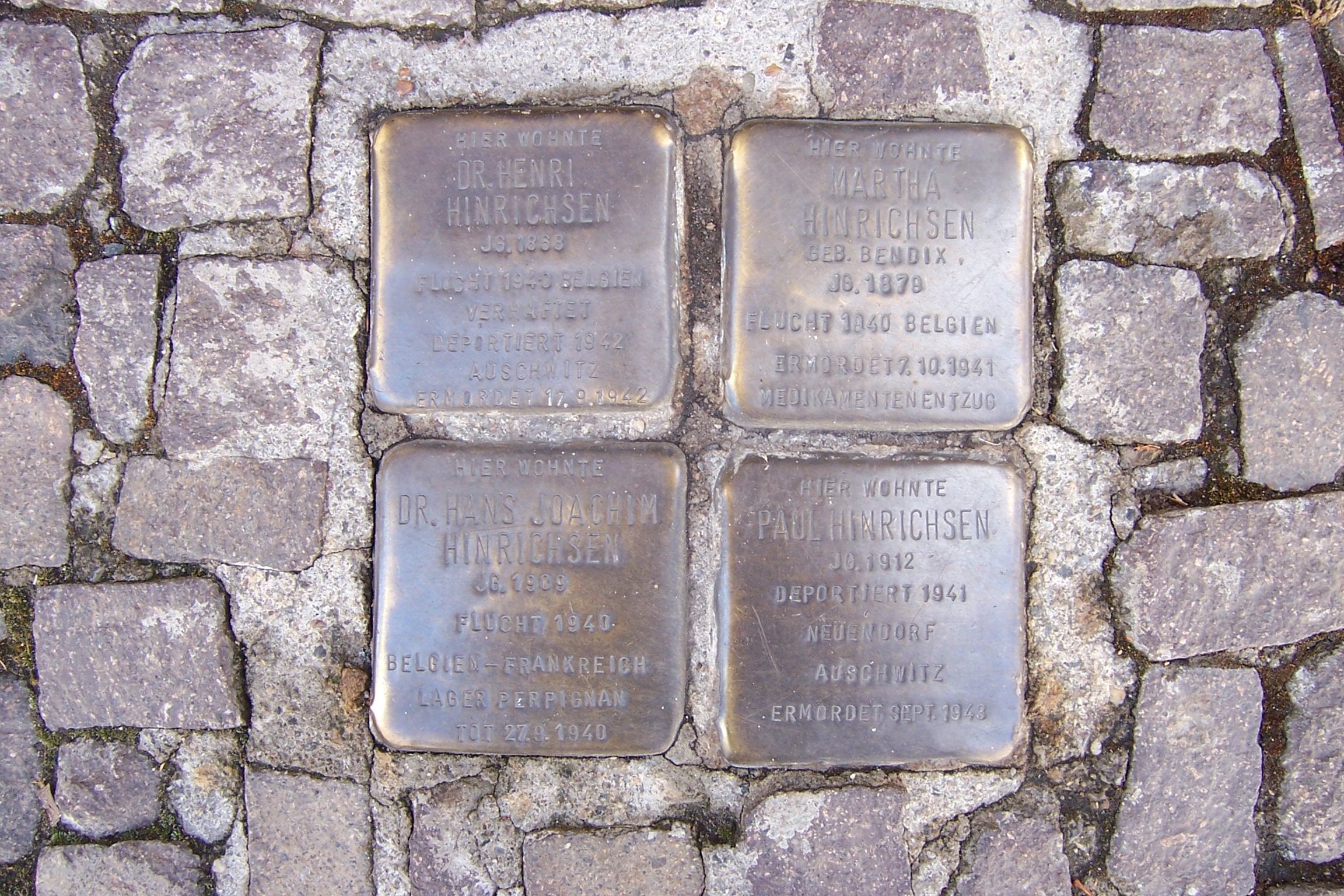
„Stolpersteine“ für die Familie Hinrichsen vor dem Haus Talstr. 10 in Leipzig

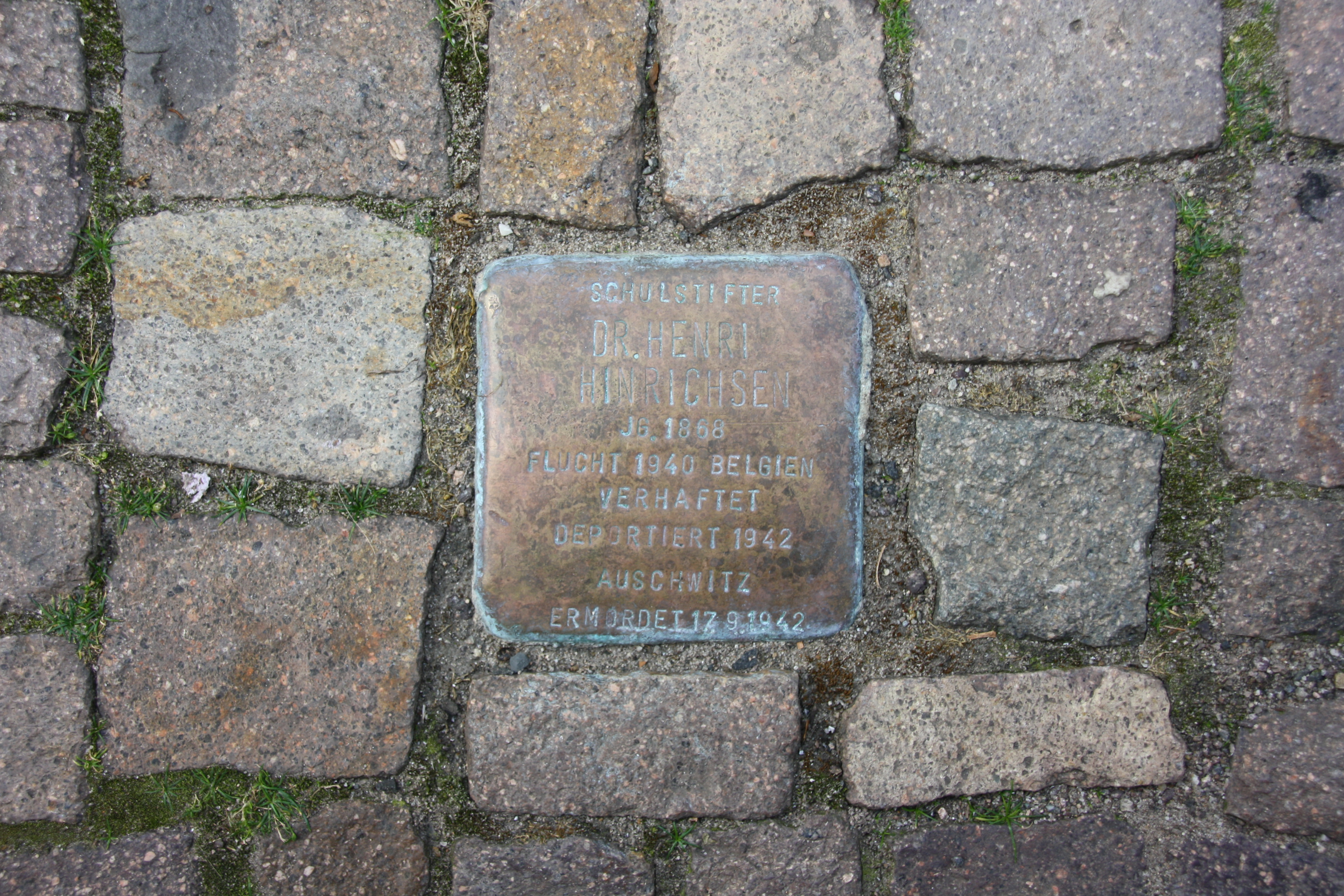
Stolperstein für Henri Hinrichsen vor der Henriette-Goldschmidt-Schule

- Aus Anlass der Veröffentlichung des Volksliederbuches für Männerchor (Kaiserliederbuch) erhielt Henri Hinrichsen 1907 den Kronenorden 3. Klasse[6]
- Am 29. Mai 1929 ernannte die Philosophische Fakultät der Universität Leipzig Henri Hinrichsen zum Ehrendoktor.
- Arnold Schönberg widmete 1949 eine Neufassung seiner Fünf Orchesterstücke (op. 16) dem Andenken von Henri Hinrichsen: “This new edition is dedicated to the memory of Henri Hinrichsen a music publisher who was a great seigneur.”
- Nachdem das Grabmal der Familie Abraham / Hinrichsen auf dem Leipziger Südfriedhof in den 1980er Jahren eingeebnet worden war, erinnert seit 1992 ein Denkmal an den ehemaligen Standort.
- Im Grassi-Museum am Leipziger Johannisplatz steht eine Büste von ihm am linken Treppenaufgang.
- Zum 1. April 2001 wurde die frühere Auenstraße im Leipziger Waldstraßenviertel in Hinrichsenstraße umbenannt.[7]
- Am 23. September 2006 hat der Künstler Gunter Demnig einen Stolperstein für Henri Hinrichsen als Schulstifter vor dem Eingang der Henriette-Goldschmidt-Schule in der Goldschmidtstraße und eine Gruppe von vier Stolpersteinen für die ermordeten Familienmitglieder vor ihrem letzten Wohnhaus in der Talstraße 10 verlegt – siehe Liste der Stolpersteine in Leipzig.